# У мене є лев
«У мене є лев» (рос. «У меня есть лев») — російський радянський телевізійний фільм 1975 року режисера Костянтина Бромберга.
В основі телефільму — реальні факти з життя родини бакинського архітектора Л. Берберова.

## Сюжет
Родина в домашніх умовах виховує лева Кінга. У ролі лева — Кінг II, який знявся також у фільмі «Лев пішов з дому» в 1977 році.

## У ролях
- Роман Берберов — Рома
- Єва Берберова — Лена
- Лев Берберов — дресирувальник
- Євген Весник — директор цирку
- Валентина Попова
- Олег Корчиков
- Анатолій Адоскін
- Володимир Новіков
- Олександр Малов
- Олександр Пожаров

## Творча група
- Сценарист: Юрій Яковлєв
- Режисер-постановник: Костянтин Бромберг
- Оператор-постановник: Євген Анісімов
- Композитор: Геннадій Подельський